# مضاد المتفطرات
مضاد المتفطرات (بالإنجليزية: Antimycobacterials)‏ هي مجموعة من الأدوية التي تستعمل في علاج عدوى المتفطرة.
هذه الأدوية تضم:
- أدوية علاج السل
- أدوية علاج الجذام